# Bibliothèque de Sciences Po Lille
La bibliothèque de Sciences Po Lille a été créée en 1991 et portait, jusqu'au déménagement,  le nom de François Goguel, juriste et ancien membre du Conseil constitutionnel et de la Fondation nationale des sciences politiques, qui a fait don au centre de documentation d'une grande partie de son fonds personnel. 

## Description
La bibliothèque dispose d'un bâtiment dédié, face au bâtiment principal d'enseignement, constituant le campus urbain de la place Georges Lyon. Il permet ainsi aux étudiants de s'y rendre en traversant la rue. Elle est ouverte de 9h à 22h du lundi au dimanche.
Née de la réhabilitation partielle de la Maison de l’Éducation Permanente, autrefois bibliothèque universitaire de l'université de Lille, le bâtiment a retrouvé sa vocation première en janvier 2017. L'aspect majestueux et institutionnel du lieu historique, qui s'étend sur plus de 1500 mètres carrés, a été maintenu et adapté à ce que sont les bibliothèques aujourd'hui :  des lieux offrant les ressources nécessaires à l'étude, au développement de l'esprit critique, tout autant que des lieux de vie et de découverte[réf. souhaitée].
Ce centre de documentation comprend, en février 2010, plus de trente cinq mille ouvrages, six-cent soixante quinze mémoires et thèses, et deux cent soixante-dix-sept collections de périodiques. Plus de mille cinq cents ouvrages sont commandés chaque année, dont 20 % en langues étrangères. Il comprend également un fonds de documents anciens, dont des ouvrages du célèbre juriste et doyen Maurice Hauriou, comprenant certains de ses lettres et manuscrits.
En 2022, elle reçoit le prix de la meilleure bibliothèque francophone.

## Historique
Le bâtiment ouvert en 1906 est celui de l'ancienne bibliothèque de l'Université de Lille.